# Lill-Rörmyran
Lill-Rörmyran este o arie protejată (arie specială de conservare — SAC, sit de importanță comunitară — SCI) din Suedia întinsă pe o suprafață de 10,7 ha, integral pe uscat.

## Localizare
Centrul sitului Lill-Rörmyran este situat la coordonatele 64°58′42″N 19°33′50″E / 64.9783°N 19.564°E.

## Înființare
Situl Lill-Rörmyran a fost declarat sit de importanță comunitară în decembrie 1998 pentru a proteja 1 specie de plante. Situl a fost protejat și ca arie specială de conservare în martie 2011.

## Biodiversitate
Situată în ecoregiunea boreală, aria protejată conține 2 habitate naturale: Mlaștini împădurite, Mlaștini alcaline.
La baza desemnării sitului se află o specie protejată de  plante: Meesia longiseta.